# Copa da Suécia
A Copa Sueca de Futebol (Svenska Cupen i Fotboll) é um torneio anual de futebol, aberto aos clubes suecos. 

O torneio é disputado desde 1941, e adquiriu a forma atual em 2012/13.

## Formato da competição
Têm direito a participar todos os clubes do Campeonato Sueco de Futebol (Allsvenskan) e da Segunda Divisão Sueca de Futebol (Superettan), e ainda 64 clubes das restantes divisões. O vencedor é qualificado para a Liga Conferência Europa da UEFA.

## Campeões e vices
Atualizado a 2 de maio de 2024 

## Títulos por clube
Atualizado a 2 de maio de 2024 